# Simona Vintilă
Simona Vintilă (nascuda el 25 de febrer de 1980 a Călărași) és una davantera de futbol romanesa que va jugar durant dues temporades (2003–05) al FC Barcelona, a la Superlliga Femenina espanyola. Posteriorment, va jugar a la UD Fasnia de Primera Nacional (05-06) i a l'Sporting Plaza d'Argel (06-08).